# ألفارو دجالو
ألفارو جالو دياس فرنانديز (مواليد 16 أغسطس 1999) هو لاعب كرة قدم إسباني محترف يلعب كجناح أيسر أو مهاجم مع نادي أتليتيك بلباو في الدوري الإسباني.

## حياة مهنية
ولد ألفارو في مدريد، وقضى جزءًا من نشأته في منطقة بلباو ولعب لأندية محلية بما في ذلك النادي الرياضي بيغونيا قبل الانتقال إلى البرتغال مع براغا في عام 2017. بدأ مسيرته الكروية مع فريق براجا الاحتياطي في عام 2020، ووقع أول عقد احترافي له مع النادي في 22 أبريل 2022، ليستمر حتى عام 2025. في يوليو 2022، بدأ التدريب مع الفريق الأول استعدادًا لموسم 2022–23.
شارك ألفارو لأول مرة كلاعب محترف في الدوري البرتغالي الممتاز كبديل في وقت متأخر ضد سبورتينغ لشبونة في 7 أغسطس 2022، وساهم في الهدف الأخير لفريقه ليعادل النتيجة 3-3.
في مارس 2024، اتفق براغا وأتلتيك بلباو على رسوم أولية قدرها 15 مليون يورو مع إضافات محتملة (واحدة من أكبر نفقات انتقالات النادي الباسكي) لنقل ألفارو البالغ من العمر 24 عامًا في نهاية موسم 2023-24، مع استيفاء اللاعب لمتطلبات سياسة التوقيع مع أتليتيك بلباو بسبب السنوات التي قضاها في المنطقة كقاصر.

## الحياة الشخصية
ولد ألفارو في إسبانيا، وهو من أصل غيني بيساو. ابن عمه أدو آريس هو أيضًا لاعب كرة قدم.

## إحصائيات المهنة

### النادي
آخر تحديث في 11 مايو 2025.
| النادي          | الموسم       | الدوري                             | الدوري | الدوري  | كأس الدولة | كأس الدولة | كأس الدوري[ب] | كأس الدوري[ب] | أوروبا | أوروبا  | غيرها  | غيرها   | إجمالي | إجمالي  |
| النادي          | الموسم       | القسم                              | الظهور | الأهداف | الظهور     | الأهداف    | الظهور        | الأهداف       | الظهور | الأهداف | الظهور | الأهداف | الظهور | الأهداف |
| --------------- | ------------ | ---------------------------------- | ------ | ------- | ---------- | ---------- | ------------- | ------------- | ------ | ------- | ------ | ------- | ------ | ------- |
| براجا ب         | 2020–21      | الدرجة الثالثة في الدوري البرتغالي | 28     | 8       | -أجل       | -أجل       | -أجل          | -أجل          | -أجل   | -أجل    | -أجل   | -أجل    | 28     | 8       |
| براجا ب         | 2021–22      | الدرجة الثالثة في الدوري البرتغالي | 19     | 9       | -أجل       | -أجل       | -أجل          | -أجل          | -أجل   | -أجل    | -أجل   | -أجل    | 19     | 9       |
| براجا ب         | إجمالي       | إجمالي                             | 47     | 17      | -أجل       | -أجل       | -أجل          | -أجل          | -أجل   | -أجل    | -أجل   | -أجل    | 47     | 17      |
| براجا           | 2022–23      | الدوري البرتغالي الممتاز           | 24     | 2       | 7          | 0          | 3             | 1             | 7[ج]   | 2       | -أجل   | -أجل    | 41     | 5       |
| براجا           | 2023–24      | الدوري البرتغالي الممتاز           | 30     | 8       | 3          | 2          | 3             | 0             | 11[د]  | 6       | -أجل   | -أجل    | 47     | 16      |
| براجا           | إجمالي       | إجمالي                             | 54     | 10      | 10         | 2          | 6             | 1             | 18     | 8       | -أجل   | -أجل    | 88     | 22      |
| "أتليتي بيلباو" | 2024–25      | لاليغا                             | 17     | 1       | 2          | 0          | -أجل          | -أجل          | 8      | 0       | 1      | 0       | 28     | 1       |
| إجمالي المهن    | إجمالي المهن | إجمالي المهن                       | 118    | 28      | 12         | 2          | 6             | 1             | 26     | 8       | 1      | 0       | 162    | 39      |

### دولي
آخر تحديث match played 23 March 2024
.
| المنتخب الوطني | سنة     | الظهور | الأهداف |
| -------------- | ------- | ------ | ------- |
| الباسك         | 2024    | 1      | 1       |
| المجموع        | المجموع | 1      | 1       |

## الأوسمة
براغا
- ترتيب الدوري : 2023–24[12]
- تاسا دي البرتغال الوصيف: 2022–23

## روابط خارجية
- الملف الشخصي على موقع نادي أتليتيك بلباو
- ألفارو دجالو – سجل منافسات اليويفا

1. ↑  Includes كأس البرتغال، كأس الملك (إسبانيا)
2. ↑  Includes كأس الدوري البرتغالي
3. ↑  Five appearances and one goal in الدوري الأوروبي, two appearances and one goal in UEFA Europa Conference League
4. ↑  Nine appearances and five goals in دوري أبطال أوروبا, two appearances and one goal in UEFA Europa League
5. ↑  Appearances in UEFA Europa League
6. ↑  Appearance in كأس السوبر الإسباني